# Louis Chatelain
Louis Chatelain (Parigi, 23 febbraio 1883 – Parigi, 6 ottobre 1950) è stato uno storico, archeologo e docente francese, figlio del filologo e latinista Émile Chatelain.

## Biografia
Nativo del XIV arrondissement, nel 1908 si laureò all'École pratique des hautes études con una tesi dal titolo Les monuments romains d'Orange, perfezionando gli studi all'Istituto Francese di Roma, con una ricerca sul sito archeologico di Maktar, in Tunisia. A queste opere seguirono lavori sull'archeologia classica del Marocco ed in particolare di Volubilis, patrimonio mondiale dell'UNESCO.
Nominato nel 1918 direttore del Dipartimento delle Antichità del Marocco, fu protagonista della creazione del Museo Archeologico di Rabat nel 1928. Per altri tredici anni insegnò nel Paese magrebino, finché nel 1941 ottenne una cattedra a Rennes, dove due anni dopo discusse una dissertazione intitolata Le Maroc des Romains.
Morì nel VI arrondissement nel 1950.